# Sidicini

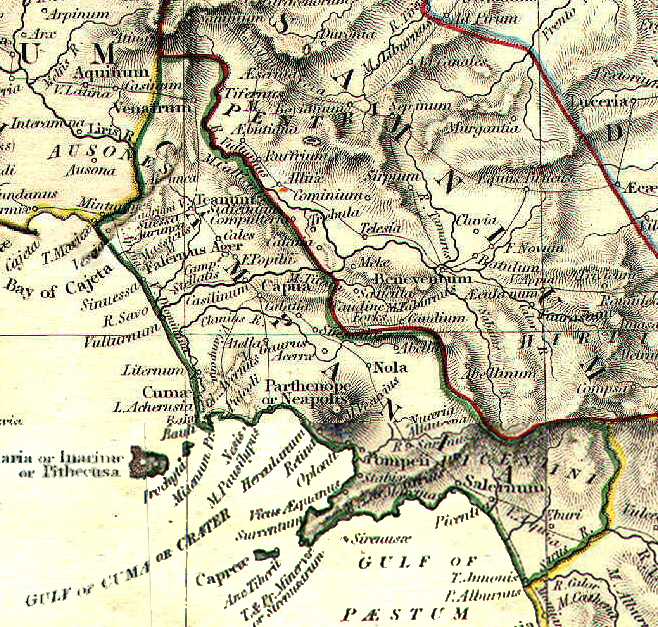
La Campania antica

I Sidicini (in greco antico Σιδικῖνοι) erano una delle popolazioni italiche dell'Italia antica, vicini dei Sanniti e dei Campani, che avevano per capitale Teanum Sidicinum (l'odierna Teano). Il loro territorio si estendeva verso nord, fino alla valle del fiume Liri, che domina la regione fino a Fregellae, e che in seguito passò ai Volsci. Strabone afferma che erano un popolo osco estinto (le monete di Teano riportano iscrizioni in osco). Furono alleati delle città campane (a sud), degli Ausoni e degli Aurunci (a ovest).

## Storia
I Sidicini vennero menzionati per la prima volta nell'anno 343 a.C., quando, insediati in un territorio strategico per gli interessi espansionistici dei Sanniti, sentendosi minacciati, chiesero aiuto ai Campani, che vennero però sconfitti. I Campani chiesero allora l'intervento di Roma che, interessata alla conquista di quei territori, diede il via alla prima guerra sannitica.
La pace venne raggiunta poi, due anni dopo, nel 341 a.C., e i territori dei Sidicini passarono sotto l'influenza dei Sanniti; i Sidicini si unirono allora alle popolazioni ribelli della Lega Latina che però, sconfitta dai Romani e dai Sanniti, si sciolse al termine della guerra latina (340 a.C. - 338 a.C.).
Nel 337 a.C. i Sidicini, alleati degli Ausoni di Cales, dichiararono guerra agli Aurunci che, sconfitti, furono espulsi dalla loro capitale, Sessa Aurunca. I Romani difesero gli Aurunci, sconfiggendo i Sidicini e gli Ausoni. Cales venne occupata e nel 332 a.C. anche il territorio dei Sidicini venne occupato, ma Teano, la capitale, resistette. L'esito finale del conflitto è ignoto, ma presumibilmente nel 297 a.C. erano già sotto la dominazione romana, come alleati o sottomessi, dal momento che in quell'anno ci fu un attacco contro i Sanniti da parte delle forze romane partendo dal loro territorio.
Nel 216 a.C., soldati Sidicini parteciparono, come alleati italici inquadrati tra i Peligni, alla Battaglia di Canne persa dai Romani contro l'esercito condotto da Annibale.